# زبان‌درازیان
زبان‌درازیان (نام علمی: Macroglossinae) نام یک زیرخانواده از تیره خفاش میوه‌خوار است.